# Rachael Carpani
Rachael Ann Carpani (* 24. August 1980 in Sydney, New South Wales, Australien) ist eine australische Schauspielerin.

## Leben und Karriere
Carpani wurde als ältestes von drei Kindern der Australierin Gael und des Italieners Tony geboren und wuchs mit ihrer Schwester Georgia und ihrem Bruder Nick auf einem Anwesen nahe Dural in Sydneys Hills District auf.
Schon als Kind wirkte sie in einigen Fernsehproduktionen und Werbespots mit, konzentrierte sich aber vornehmlich auf die Schule, worauf man in ihrer akademisch geprägten Familie sehr großen Wert legte, und schaffte es mit ihren Noten unter die 10 Prozent der besten Absolventen in ganz New South Wales.
Nach ihrem High-School-Abschluss belegte sie am Australian College of Entertainment der Macquarie University Medien-, Kunst- und Kulturstudienkurse und machte ihr Diplom. Nebenher widmete sie sich einem Theaterstudium mit dem Hauptfach Schriftstellerei, welches sie jedoch in ihrem letzten Studienjahr unterbrach, um eine Rolle in der Serie McLeods Töchter zu übernehmen. Von 2001 bis 2007 spielte sie in der australischen Erfolgsserie die Rolle der Jodi Fountain-McLeod.
Nach ihrem Ausstieg aus McLeods Töchter zog sie in die USA, wo sie 2007 eine wiederkehrende Rolle in der CBS-Serie Cane und 2011 eine Hauptrolle in der Lifetime-Serie Against the Wall übernahm. 2010 wirkte sie außerdem in mehreren Episoden von The Glades mit. 2014 lief auf dem Pittsburgh Independent Film Festival das Drama The Umbrella Man, in dem Carpani eine Hauptrolle neben Abbie Cobb spielt. 2015 sah man sie in den TV-Filmen If There Be Thorns und Seeds of Yesterday, die auf Romanen von Virginia C. Andrews basieren. Von 2017 bis 2018 verkörperte sie eine wiederkehrende Rolle in der australischen Dramaserie 800 Words. 2020 war sie in der Komödie The Very Excellent Mr. Dundee zu sehen, in der sie die Managerin von Paul Hogan verkörpert.

## Trivia
Rachael Carpanis Hobbys sind Skifahren und Aschenbahnrennen.
In Simmone Jade Mackinnon und Michala Banas aus McLeods Töchter hat sie sehr gute Freundinnen gefunden.
Von 2006 bis 2011 war Carpani mit dem Schauspieler Matt Passmore liiert, der ebenfalls in der Serie McLeods Töchter als Marcus Turner mitspielte.

## Filmografie (Auswahl)
- 2000: Ihaka: Blunt Instrument (Fernsehfilm)
- 2001: All Saints (Fernsehserie, Folge 4x10 Too Little Too Late)
- 2001, 2024: Home and Away  (Fernsehserie, 11 Folgen)
- 2001–2007, 2009: McLeods Töchter (McLeod’s Daughters, Fernsehserie, 179 Folgen)
- 2005: Hating Alison Ashley
- 2007: Cane (Fernsehserie, 5 Folgen)
- 2008: Scorched (Fernsehfilm)
- 2009: Triangle – Die Angst kommt in Wellen (Triangle)
- 2009: Navy CIS: L.A. (NCIS: Los Angeles, Fernsehserie, Folge 1x06 Tinte in den Adern)
- 2010: The Glades (Fernsehserie, drei Folgen)
- 2011: Against the Wall (Fernsehserie, 13 Folgen)
- 2014: Touched (Fernsehfilm)
- 2014: The Umbrella Man
- 2014: Stalker (Fernsehserie, Folge 1x04 Phobia)
- 2015: If There Be Thorns (Fernsehfilm)
- 2015: Seeds of Yesterday (Fernsehfilm)
- 2017: The Rachels (Fernsehfilm)
- 2017–2018: 800 Words (Fernsehserie, 5 Folgen)
- 2020: Out of Play: Der Weg zurück (The Way Back)
- 2020: Come back, Mr. Dundee (The Very Excellent Mr. Dundee)
- 2022: Beat